# Armando Diaz

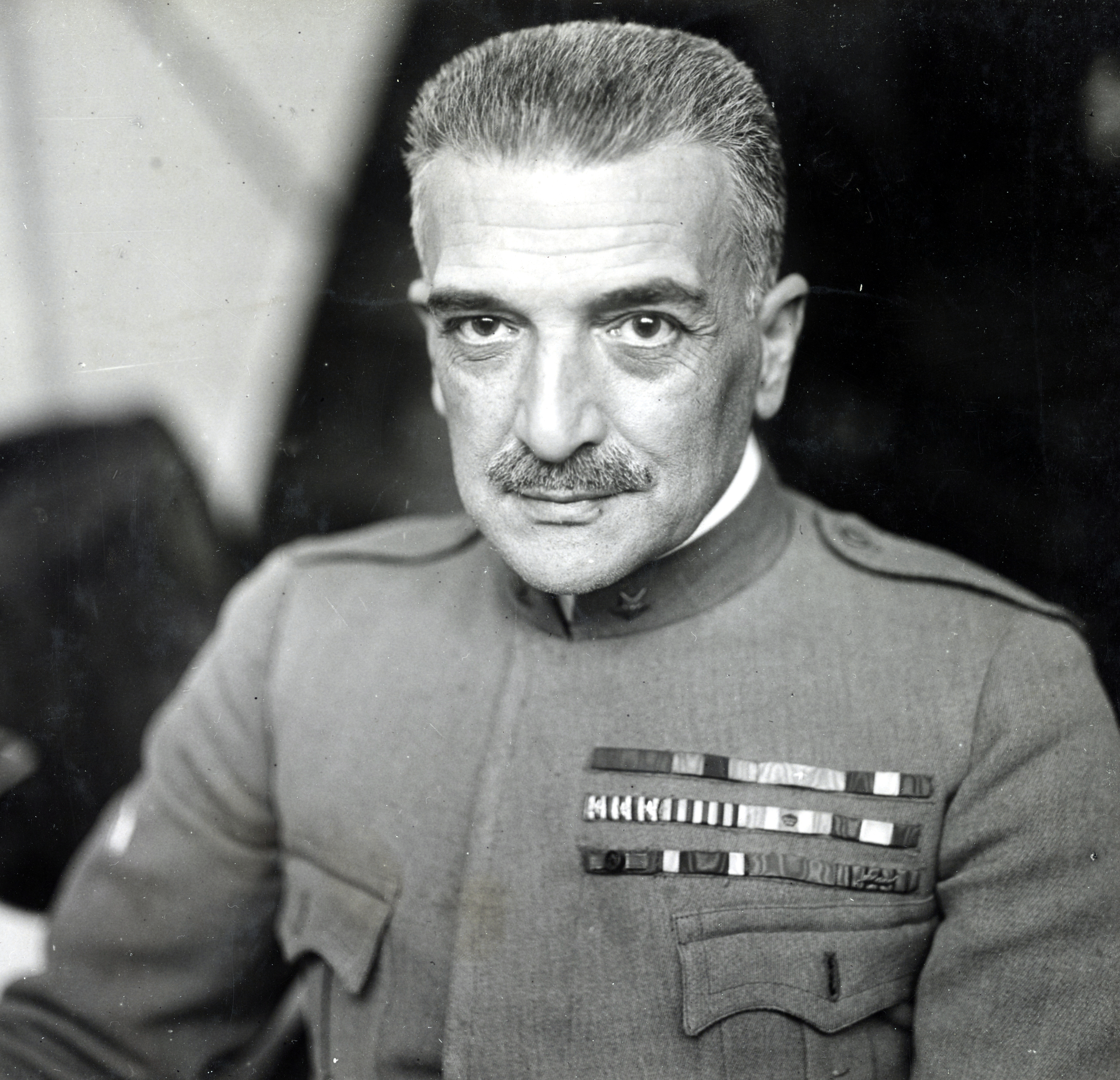
Armando Diaz (1919)

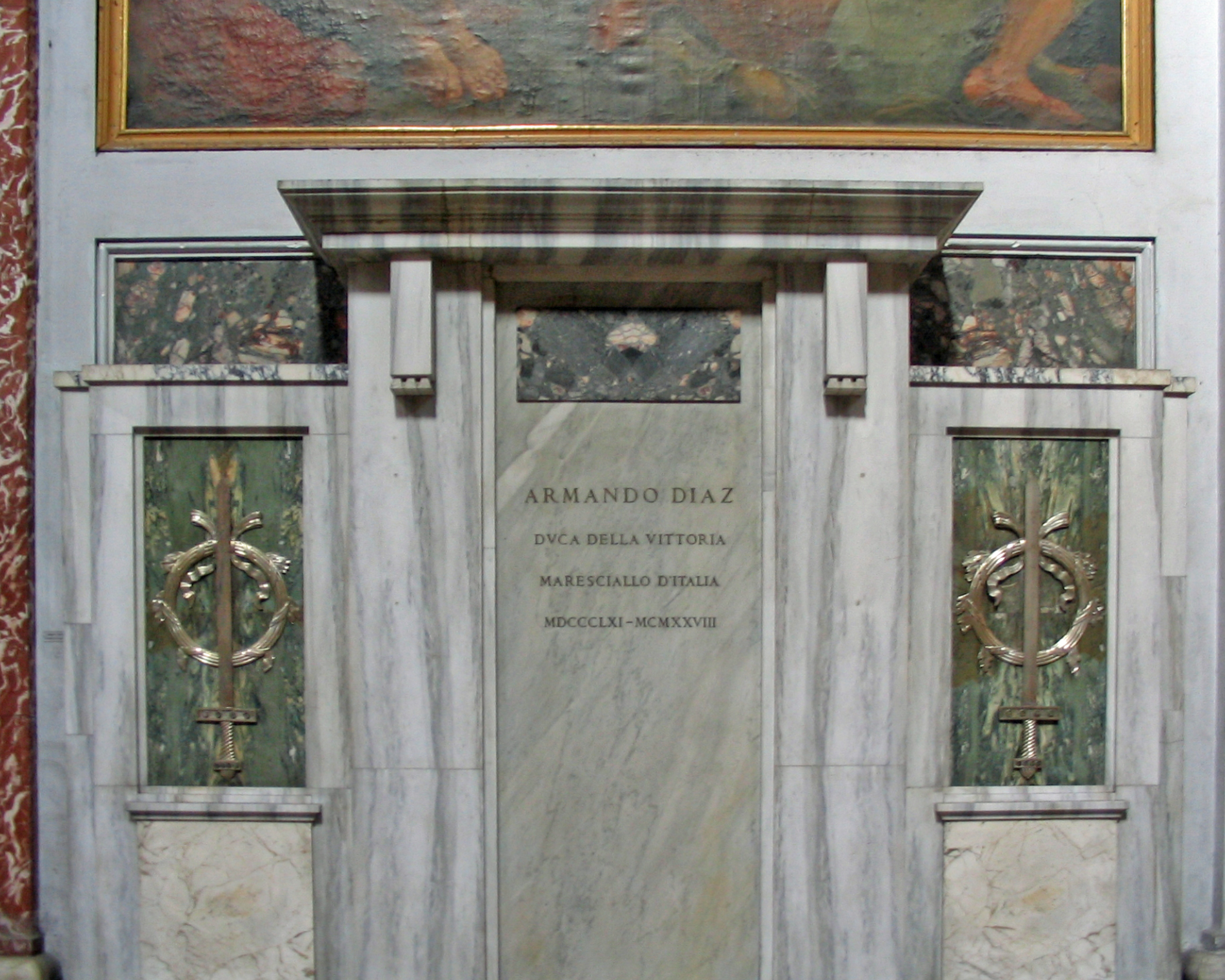
Grabmal von Diaz

Armando Vittorio Diaz, seit 1921 Duca della Vittoria (* 5. Dezember 1861 in Neapel; † 29. Februar 1928 in Rom) war von November 1917 bis zum Ende des Ersten Weltkrieges im Herbst 1918 Generalstabschef des italienischen Heeres.

## Leben
Seine Eltern waren Ludovico und Irene Cecconi. Sein Vater, zuletzt Oberst im Arsenal von Venedig, starb 1871.
Diaz war im Italienisch-Türkischen Krieg 1911 Regimentskommandeur. Bei Ausbruch des Weltkriegs war Diaz Chef der Operationsabteilung des italienischen Generalstabs.
Nach der Schlacht von Karfreit folgte er General Luigi Cadorna auf dem Posten des Generalstabschefs. Cadorna hatte in den Isonzo-Schlachten das Heer mit veralteten Methoden und unter Anwendung brutalster Disziplinarmaßnahmen geführt. Diaz führte die italienischen Soldaten wesentlich humaner und moderner. Er versteifte sich nicht auf Entscheidungen entlang der Hauptkampflinie, sondern stellte seine Verbände vor allem in der Piaveschlacht im Juni 1918 tiefgestaffelt auf. Auf diese Weise beherrschte er die Schlacht zu jedem Zeitpunkt. Für den Sieg bedankte er sich auch bei den Mitgliedern der vom britischen Crewe House aufgestellten „inter-alliierten Propaganda-Kommission“.
Am 24. Oktober 1918, genau ein Jahr nach Karfreit, eröffnete er die Schlacht von Vittorio Veneto, die zum Ende des Krieges in Italien führte. Den Vertrag des Waffenstillstands von Villa Giusti verifizierte er am 3. November 1918. 1919 folgte ihm Pietro Badoglio auf dem Posten des Generalstabschefs.
1921 wurde Diaz durch König Viktor Emanuel III. geadelt und erhielt den Titel eines Duca della Vittoria. 1924 folgte die Ernennung zum „Marschall von Italien“.
Diaz sympathisierte nach dem Krieg mit den Faschisten und war unter Benito Mussolini vom 30. Oktober 1922 bis 30. April 1924 Kriegsminister.
Armando Diaz’ Grab befindet sich zusammen mit dem seiner Frau Sara in der Kirche Santa Maria degli Angeli in Rom. Daneben ist Paolo Thaon di Revel bestattet. In Bozen ist Armando Diaz die Straße gewidmet, die vom Hauptquartier der Gebirgstruppen nach Westen führt.